# Élections législatives néo-zélandaises de 2020
Les élections législatives néo-zélandaises de 2020 ont lieu le 17 octobre 2020 en Nouvelle-Zélande afin d'élire les députés de la cinquante-troisième législature de la Chambre des représentants. Prévu le 19 septembre 2020, le scrutin est reporté d'un mois en raison de la pandémie de Covid-19.
Deux référendums sont organisés simultanément sur proposition du gouvernement sortant, l'un sur la légalisation de l'euthanasie et l'autre sur celle du cannabis à usage récréatif.
Le Parti travailliste mené par la Première ministre Jacinda Ardern remporte sa victoire la plus importante depuis 1946 avec plus de 50 % des voix et la majorité absolue des sièges, une première depuis l'introduction du système de représentation proportionnelle-mixte en 1996. Le Parti national, opposition officielle, subit sa défaite la plus sévère depuis 2002 avec moins de 26 % des voix et seulement trente-trois sièges. Nouvelle-Zélande d'abord, partenaire de coalition du gouvernement travailliste depuis 2017, perd toute représentation au Parlement au bénéfice du parti ACT New Zealand, qui connait une forte hausse. Les Verts connaissent une poussée moindre, mais atteignent la troisième place en termes de suffrages.
Forte de sa majorité, Jacinda Ardern est reconduite au poste de Première ministre, à la tête d'un gouvernement incluant plusieurs ministres des Verts, mais en dehors du cabinet.

## Contexte

### Majorité sortante
Les élections de 2017 ont produit une alternance politique, avec l'arrivée au pouvoir d'un gouvernement de coalition composé du Parti travailliste (46 sièges), du parti Nouvelle-Zélande d'abord (neuf sièges) et du Parti vert (huit sièges).
Le Parti travailliste dirigé par la Première ministre Jacinda Ardern est un parti de centre gauche. Il promeut l'égalité des chances, une plus juste répartition des richesses, la justice sociale, et une gestion durable des ressources du pays, respectueuse des intérêts des générations futures. Le parti Nouvelle-Zélande d'abord, dirigé par le vice-Premier ministre et
ministre des Affaires étrangères Winston Peters, est un parti centriste nationaliste qui prône principalement une réduction de l'immigration et défend les intérêts des retraités et des personnes âgées. Le Parti vert est un parti écologiste de gauche. Outre une économie soutenable et respectueuse de l'environnement, il prône « la participation de tous à la société, la justice et une bonne qualité de vie », qui doivent primer « l'enrichissement matériel individuel ». Quatrième plus grand parti au Parlement, il est, de par ses statuts, co-dirigé par une femme (Marama Davidson) et un homme (James Shaw, ministre du Changement climatique).

### Opposition sortante
Le Parti national (56 sièges) est un parti libéral-conservateur, au pouvoir de 2008 à 2017. Il prône un rôle restreint pour l'État, une politique libérale en matière d'économie, la notion de responsabilité individuelle, et un développement durable respectueux de l'environnement. Il est dirigé jusqu'en mai 2020 par le chef de l'opposition parlementaire, Simon Bridges. Face toutefois aux sondages très favorables aux travaillistes, dus notamment à la très bonne gestion de la pandémie de Covid-19 en Nouvelle-Zélande par le gouvernement Ardern, le Parti national démet courant mai son chef et le remplace par Todd Muller (en).
Le parti ACT (« Association des consommateurs et des contribuables », un siège), seul autre parti d'opposition à la Chambre des représentants durant la législature sortante, est un parti de la droite néo-libérale, qui prône un « marché libre et ouvert », la responsabilité de chaque individu, et un rôle minime pour l'État sauf en matière de sécurité intérieure et de défense nationale. Le Parti māori, qui vise à représenter les intérêts particuliers de la population autochtone, a perdu ses deux sièges lors des élections de 2017.

## Système politique et électoral

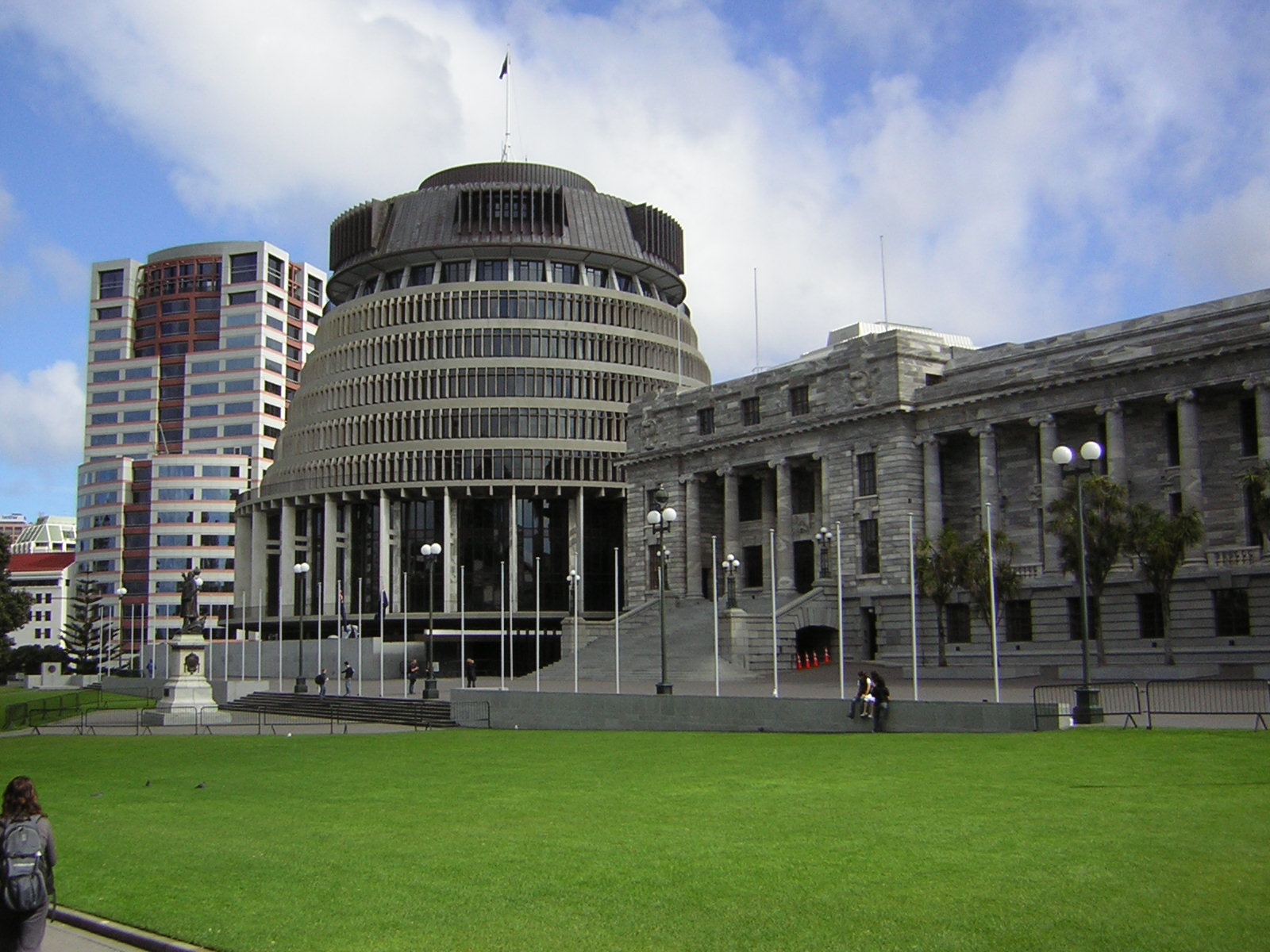
Bâtiment de la chambre à Wellington.

La Nouvelle-Zélande est une démocratie multipartite et une monarchie parlementaire. C'est un royaume du Commonwealth : un État indépendant reconnaissant symboliquement la reine Élisabeth II comme chef de l'État. Le Parlement est élu au suffrage universel. À la suite de l'élection, les nouveaux députés renouvellent leur confiance dans le Premier ministre sortant, ou bien choisissent un nouveau Premier ministre, en application du système de Westminster.
La Nouvelle-Zélande est dotée d'un parlement unicaméral, la Chambre des représentants, composé d'un minimum de 120 sièges pourvus pour trois ans selon un mode de scrutin mixte à finalité proportionnelle. Soixante-douze députés sont ainsi élus au scrutin uninominal majoritaire à un tour dans autant de circonscription électorale tandis que les quarante-huit restants sont élus au scrutin proportionnel plurinominal dans une unique circonscription nationale avec listes bloquées. Les sièges sont répartis selon la méthode de Sainte-Laguë entre tous les partis ayant franchi le seuil électoral de 5 % ou obtenu au moins un siège au scrutin majoritaire.
Chaque électeur dispose ainsi de deux voix : une pour élire un député dans sa circonscription, et une pour une liste de candidats soumise par un parti politique au niveau national. Ces deuxièmes voix ont pour but de rééquilibrer les résultats des circonscriptions majoritaires de manière à se rapprocher sur le plan national du rapport de forces obtenu à la proportionnelle pour tous les partis dépassant le seuil électoral ou ayant obtenu au moins un siège de circonscription. Si un parti remporte un nombre de circonscriptions inférieur à la proportion de voix qu'il a obtenue au niveau national, des candidats de sa liste sont élus députés, pour que la proportion de députés de ce parti corresponde à la proportion des secondes voix. Le ratio de sièges majoritaires et proportionnels peut être amené à différer de quelques sièges, la part des circonscriptions variant en fonction du dernier recensement officiel. Il est ainsi de 71/49 depuis les élections de 2014, contre 70/50 auparavant.
En raison de ce système, il est possible qu'un parti remporte un nombre de circonscriptions supérieur à la proportion de voix qu'il devrait obtenir au scrutin de liste. Dans un tel cas, le nombre de sièges obtenus par ce parti dépasse le nombre de sièges qui lui serait normalement alloué à la proportionnelle. Ce cas de figure engendre la création de « sièges excédentaires » (overhang seats), portant le nombre de sièges au Parlement au-delà de cent-vingt. Les autres partis se voient en effet attribuer des sièges complémentaires afin qu'ils conservent un total proportionnel à leur secondes voix. Cela n'a toutefois pas été le cas pour la législature 2017-2020.  
Le pays est divisé en soixante-cinq circonscriptions uninominale dites « circonscriptions générales » (general electorates), auxquelles sont superposées sept circonscriptions uninominales dites « circonscriptions maori » (Maori electorates), pour un total de soixante-douze. Aux élections précédentes il y avait soixante-et-onze circonscriptions, donc soixante-quatre circonscriptions générales ; pour le scrutin de 2020, une nouvelle circonscription générale appelée Takanini est créée dans le sud de la ville d'Auckland, et le nombre de sièges répartis à la proportionnelle est donc abaissé de quarante-neuf à quarante-huit. Les sièges maori existent depuis 1867, afin de garantir que les Maori soient représentés au Parlement. Les citoyens maori peuvent néanmoins choisir de s'inscrire sur les listes générales.

## Forces en présence
| Parti | Parti                                          | Idéologie                                                                              | Chef de file                  | Résultats en 2017          |
| ----- | ---------------------------------------------- | -------------------------------------------------------------------------------------- | ----------------------------- | -------------------------- |
|       | Parti national New Zealand National Party      | Centre droit Libéralisme, conservatisme, libéralisme économique                        | Judith Collins                | 44,45 % des voix 56 sièges |
|       | Parti travailliste New Zealand Labour Party    | Centre gauche Social-démocratie, socialisme démocratique, progressisme, troisième voie | Jacinda Ardern                | 36,89 % des voix 46 sièges |
|       | Nouvelle-Zélande d'abord New Zealand First     | Centre Nationalisme, protectionnisme, démocratie directe, conservatisme sociétal       | Winston Peters                | 7,20 % des voix 9 sièges   |
|       | Parti vert Green Party of Aotearoa New Zealand | Gauche Écologie politique                                                              | James Shaw et Marama Davidson | 6,27 % des voix 8 sièges   |
|       | ACT New Zealand                                | Centre droit à droite Libéralisme classique, libertarianisme                           | David Seymour                 | 0,50 % des voix 1 siège    |

### Campagne
En février, le Parti national annonce sa décision de ne former en aucun cas un accord de gouvernement avec le parti Nouvelle-Zélande d'abord, accusant ce dernier d'être trop proche des travaillistes. Simon Bridges explique ne pas pouvoir envisager de relation « constructive et de confiance » avec le parti de Winston Peters.
Le Parti travailliste de la Première Ministre Jacinda Ardern bénéficie à partir de la mi-mars de sondages d'opinions particulièrement favorables en raison de sa gestion jugée excellente de la pandémie de Covid-19, qui la fait monter à 66 %  d'opinion favorables
La forte baisse du parti national dans les sondages amène le 22 mai à un renversement de Simon Bridges par Todd Muller à la tête du parti. La campagne est par la suite marquée par une controverse liée à la divulgation par des députés du parti d'informations confidentielles de patients atteint du coronavirus. Le 14 juillet, à la surprise générale, Muller annonce sa démission de la présidence du parti, évoquant la campagne comme un poids sur lui et sa famille devenu intenable d'un point de vue médical. Un caucus du parti national se réunit plus tard dans la journée et élit l'ancienne ministre de la justice Judith Collins à la tête du parti,.
Après avoir culminé à plus de 55 % au cours de l'été, le parti travailliste redescend à 50 % d'intentions de vote dans les sondages, ce qui pourrait permettre à Jacinda Ardern de décrocher la majorité absolue des sièges. Le système électoral de représentation proportionnel mixte qui favorise les petites formations pourrait toutefois forcer le Parti travailliste à recomposer avec l'un de ses deux alliés actuel, les Verts et Nouvelle-Zélande d'abord. Le Parti national de Judith Collins n'est pour sa part crédité que de 23 % des intentions de vote.

## Sondages

Évolution des intentions de vote exprimées depuis les dernières élections en 2017.
Parti national Parti travailliste Parti vert Nouvelle-Zélande d'abord

## Résultats
|                           |                            |                  |                  |                  |                  |           |        |        |        |              |               |
| Parti                     | Parti                      | Circonscriptions | Circonscriptions | Circonscriptions | Circonscriptions | Listes    | Listes | Listes | Listes | Total sièges | +/-           |
| Parti                     | Parti                      | Voix             | %                | Sièges           | +/-              | Voix      | %      | +/-    | Sièges | Total sièges | +/-           |
|                           | Parti travailliste         | 1 357 501        | 48,07            | 46               | 17               | 1 443 545 | 50,01  | 13,12  | 19     | 65           | 19            |
|                           | Parti national             | 963 845          | 34,13            | 23               | 18               | 738 275   | 25,58  | 18,87  | 10     | 33           | 23            |
|                           | Parti vert                 | 162 245          | 5,74             | 1                | 1                | 226 757   | 7,86   | 1,59   | 9      | 10           | 2             |
|                           | ACT New Zealand            | 97 697           | 3,46             | 1                | en stagnation    | 219 031   | 7,59   | 7,09   | 9      | 10           | 9             |
|                           | Nouvelle-Zélande d'abord   | 30 209           | 1,07             | 0                | en stagnation    | 75 020    | 2,60   | 4,60   | 0      | 0            | 9             |
|                           | Le Parti des opportunités  | 25 181           | 0,89             | 0                | en stagnation    | 43 449    | 1,51   | 0,93   | 0      | 0            | en stagnation |
|                           | Nouveau Parti conservateur | 49 598           | 1,76             | 0                | en stagnation    | 42 613    | 1,48   | 1,24   | 0      | 0            | en stagnation |
|                           | Parti māori                | 60 837           | 2,15             | 1                | 1                | 33 630    | 1,17   | 0,01   | 1      | 2            | 2             |
|                           | Avancée Nouvelle-Zélande   | 25 054           | 0,89             | 0                | Nv.              | 28 429    | 0,99   | Nv.    | 0      | 0            | en stagnation |
|                           | Parti du cannabis          | 8 044            | 0,28             | 0                | en stagnation    | 13 329    | 0,46   | 0,15   | 0      | 0            | en stagnation |
|                           | Autres partis              | 36 688           | 1,32             | 0                | –                | 22 342    | 0,77   | –      | 0      | 0            | en stagnation |
|                           | Indépendants               | 7 299            | 0,26             | 0                | en stagnation    |           |        |        |        | 0            | en stagnation |
|                           |                            |                  |                  |                  |                  |           |        |        |        |              |               |
| Suffrages exprimés        | Suffrages exprimés         | 2 824 198        | 96,75            |                  |                  | 2 886 420 | 98,88  |        |        |              |               |
| Votes blancs et invalides | Votes blancs et invalides  | 94 875           | 3,25             | 32 653           | 1,12             |           |        |        |        |              |               |
| Total                     | Total                      | 2 919 073        | 100              | 72               | 1                | 2 919 073 | 100    | –      | 48     | 120          | en stagnation |
| Abstentions               | Abstentions                | 630 507          | 17,76            |                  |                  | 630 507   | 17,76  |        |        |              |               |
| Inscrits/Participation    | Inscrits/Participation     | 3 549 580        | 82,24            | 3 549 580        | 82,24            |           |        |        |        |              |               |

## Analyse et conséquences

Parti arrivé en tête par circonscription ordinaire et par circonscription maorie, et répartition des sièges à la proportionnelle.

Le scrutin est une grande victoire pour le Parti travailliste, qui remporte seul la majorité absolue des sièges, une première depuis l'instauration de la proportionnelle en 1996.
Un accord entre les travaillistes et le Parti vert conduit au soutien sans participation au Cabinet de ce dernier. Les deux co-chefs du Parti vert sont nommés ministres, en-dehors du Cabinet.
À l'issue de ce scrutin, le parlement néo-zélandais devient à certains égards le plus inclusif du monde : « 48 % des députés sont des femmes, 11 % sont ouvertement homosexuels et 21 % sont maoris », alors que les Maoris ne constituent que 12 % de la population adulte du pays. Bryce Edwards, de l'université Victoria de Wellington, souligne toutefois que cette diversité ne s'étend plus aux classes sociales, comme elle le faisait pourtant historiquement : « Nous avons un parlement de la classe moyenne supérieure, moins relié de manière organique aux besoins des gens ordinaires ».